# 달성군의 스포츠 시설 목록
기장군의 스포츠 시설 목록은 대한민국 부산광역시 기장군에서 스포츠 경기를 개최할 수 있는 스포츠 시설에 관한 목록이다.

## 육상
| 경기장             | 좌석    | 수용    | 읍·면  | 리     | 개장   | 홈 경기장 | 비고 |
| ------------------ | ------- | ------- | ------ | ------ | ------ | --------- | ---- |
| 달성종합스포츠파크 | 8,758석 | 8,758명 | 현풍읍 | 성하리 | 2014년 |           |      |
| 명곡체육공원       | 150석   | 150명   | 화원읍 | 명곡리 | 2014년 |           |      |

## 축구
| 경기장                        | 좌석    | 수용    | 읍·면  | 리     | 개장   | 홈 경기장 | 비고 |
| ----------------------------- | ------- | ------- | ------ | ------ | ------ | --------- | ---- |
| 달성종합스포츠파크            | 8,758석 | 8,758명 | 현풍읍 | 성하리 | 2014년 |           |      |
| 달성군민운동장                | 1,000석 | 1,000명 | 논공읍 | 북리   | 1985년 |           |      |
| 매곡정수사업소축구장          | 200석   | 200명   | 다사읍 | 매곡리 | 2000년 |           |      |
| 명곡체육공원                  | 150석   | 150명   | 화원읍 | 명곡리 | 2014년 |           |      |
| 가창체육공원                  | 100석   | 100명   | 가창면 | 대일리 | 2010년 |           |      |
| 다사체육공원                  | 100석   | 100명   | 다사읍 | 달천리 | 2010년 |           |      |
| 달성종합스포츠파크 보조경기장 | 100석   | 100명   | 현풍읍 | 성하리 | 2014년 |           |      |
| 논공축구장                    | 50석    | 50명    | 논공읍 | 남리   | 2008년 |           |      |
| 구지축구장                    |         |         | 구지면 | 내리   | 2007년 |           |      |
| 다사축구장                    |         |         | 다사읍 | 매곡리 | 2009년 |           |      |
| 대구환경자원사업소            |         |         | 다사읍 | 방천리 | 2010년 |           |      |
| 하빈면민운동장                |         |         | 하빈면 | 현내리 | 2006년 |           |      |
| 하빈지구체육시설              |         |         | 하빈면 | 봉촌리 | 2012년 |           |      |

## 참고 문헌
- 《2022년 전국 공공체육시설 현황 (2021년말 기준)》. 대한민국 문화체육관광부. 2023.
- 《2023 전국 공공체육시설 현황 (2022년 12월말 기준)》. 대한민국 문화체육관광부. 2024.
- 《2024년 전국 공공체육시설 현황(2023.12.31.기준)》. 대한민국 문화체육관광부. 2025.